# Liste von Wüsten in Australien und Ozeanien
Dies ist eine unvollständige Liste von Wüsten in Australien und Ozeanien.

## Liste
| Name                  | Bild | Ort                                                                                                 | Typ        | Fläche (km²)  |
| --------------------- | ---- | --------------------------------------------------------------------------------------------------- | ---------- | ------------- |
| Australische Wüsten   |      | Australien                                                                                          | Sandwüste  | 1.371.000     |
| Gibsonwüste           |      | Australien, Bundesstaat Western Australia                                                           |            | 156.300       |
| Große Sandwüste       |      | Nordwesten von Australien                                                                           |            | 267.250       |
| Große Victoria-Wüste  |      | Süden und Westen von Australien (South Australia und Western Australia)                             |            | 348.750       |
| Kaʻū-Wüste            |      | Ostseite des Kīlauea-Kraters, Distrikt von Kaʻū, dem südlichsten Distrikt auf Big Island von Hawaii |            |               |
| Kleine Sandwüste      |      | Australien, Bundesstaat Western Australia                                                           | Sandwüste  | 111.500       |
| Nullarbor-Ebene       |      | südliches Australien an der Großen Australischen Bucht                                              | Karstwüste | 77.000        |
| Painted Desert        |      | 73 Kilometer südwestlich von Oodnadatta im australischen Bundesstaat South Australia                |            |               |
| Pedirka-Wüste         |      | zwischen Simpsonwüste und Große Victoria-Wüste                                                      |            | 1.250         |
| Rangipo Desert        |      | NordinselNeuseelands                                                                                |            |               |
| Red Centre            |      | Outback des Northern Territory                                                                      | Halbwüste  | ca. 1.000.000 |
| Simpsonwüste          |      | zum größten Teil im Northern Territory                                                              | Sandwüste  | 176.500       |
| Strzelecki-Wüste      |      | zum größten Teil in South Australia                                                                 |            | 80.250        |
| Sturts Steinige Wüste |      | Australien in den Bundesstaaten South Australia und zu einem geringen Anteil auch in Queensland     |            | 29.750        |
| Tanamiwüste           |      | Australien, großteils zum Bundesstaat Northern Territory                                            |            | 184.500       |
| Tirariwüste           |      | Australien, Nordosten von South Australia                                                           |            | 15.250        |